# Lexikon zur byzantinischen Gräzität
Das Lexikon zur byzantinischen Gräzität besonders des 9.-12. Jahrhunderts (LBG) ist das derzeit führende Wörterbuch zum byzantinischen Griechisch in seinen höheren Stilebenen. Es schließt die lexikographische Lücke zwischen dem Greek-English Lexicon von Liddell-Scott-Jones und dem Patristic Greek Lexicon von Lampe auf der einen Seite und dem Lexikon der mittelgriechischen Volksliteratur 1100–1669 von Emmanuel Kriaras auf der anderen. Damit ersetzt es weitgehend das bis dato für das byzantinische Griechisch einzige umfassende Wörterbuch, das Glossarium ad scriptores mediae et infimae Graecitatis von Du Cange aus dem Jahre 1688, an dessen Titel es sich in Struktur und auch Wortwahl des eigenen Titels anschließt, und ebenso das Greek Lexicon of the Roman and Byzantine Periods von E.A. Sophokles.

## Geschichte
Ein Lexikon zum byzantinischen Griechisch war eines der dringendsten Forschungsdesiderate der Byzantinistik. Angesichts verschiedener Initiativen auf den Internationalen Kongressen der Association Internationale des Études Byzantines begann Erich Trapp ab 1974 zunächst allein an der Universität Bonn, ab 1982 dann zusammen mit Johannes Diethart und Wolfram Hörandner in Wien mit Vorarbeiten. Entscheidend gefördert wurde das Projekt ab Ende 1985 durch den österreichischen Fonds zur Förderung der wissenschaftlichen Forschung, ab Ende 1986 auch durch die Deutsche Forschungsgemeinschaft. Ein Sammelband zu verschiedenen Aspekten der lexikographischen Arbeit erschien im Jahr 1988. Im März 1989 wurde in Wien ein diesbezügliches Symposion abgehalten, im Juli 2007 in Bonn ein weiteres Kolloquium. Der erste Faszikel erschien im Jahre 1994, der achte und letzte Faszikel im Jahre 2017. An einem Supplement wird gearbeitet, es soll online zur Verfügung gestellt werden.

## Zielsetzung
Das Lexikon erfasst neue und seltene Wörter der hochsprachlichen Literatur der Zeit von etwa 900 bis etwa 1200 (möglichst vollständig in den Bereichen Geschichtsschreibung, Rhetorik, Dichtung und Theologie, insbesondere auch Urkundensammlungen; die Fachwissenschaften sind in Auswahl berücksichtigt). Darüber hinaus berücksichtigt man frühere Texte, um in Ergänzung zum Patristic Greek Lexicon von Lampe die Lücke zum Liddell-Scott-Jones zu schließen. Texte der spätbyzantinischen Zeit (vom 13. bis zum 15. Jh.) werden im Wesentlichen lediglich berücksichtigt, wenn sie durch Indices erschlossen sind. Ältere Lexika, wie das des E.A. Sophokles, werden ebenso ausgewertet wie das Material des Thesaurus Linguae Graecae der University of California, Irvine (TLG), dessen nach Stichwörtern abfragbare Textsammlung ein wichtiges Instrument bei der Erstellung dieses lemmatisierten Lexikons ist.

## Bibliographische Angaben
- Erich Trapp (unter Mitarbeit von Wolfram Hörandner und Johannes Diethart u. a.): Lexikon zur byzantinischen Gräzität, besonders des 9.–12. Jahrhunderts. Verlagsanzeige
  - 1. Band: Α – Κ (Veröffentlichungen der Kommission für Byzantinistik VI/1-4). Wien 2001, ISBN 3-7001-2991-2
    - Faszikel 1: Α – ἀργυροζώμιον (Veröffentlichungen der Kommission für Byzantinistik VI/1). Wien 1994, ISBN 978-3-7001-2150-3
    - Faszikel 2: ἀργυροθώραξ – δυσαύχενος (Veröffentlichungen der Kommission für Byzantinistik VI/2). Wien 1996, ISBN 978-3-7001-2552-5
    - Faszikel 3: δυσαφής – ζωόσοφος (Veröffentlichungen der Kommission für Byzantinistik VI/3). Wien 1999, ISBN 978-3-7001-2794-9
    - Faszikel 4: ζωοσταγής – κώφευσις (Veröffentlichungen der Kommission für Byzantinistik VI/4). Wien 2001, ISBN 3-7001-2990-4

  - 2. Band: Λ – Ω.
    - Faszikel 5: Λ – παλιάνθρωπος (Veröffentlichungen der Kommission für Byzantinistik VI/5). Wien 2005, ISBN 978-3-7001-3344-5
    - Faszikel 6: παλιγγενεσία – προσπελαγίζω (Veröffentlichungen der Kommission für Byzantinistik VI/6). Wien 2007, ISBN 978-3-7001-3720-7
    - Faszikel 7: προσπέλασις – ταριχευτικῶς (Veröffentlichungen zur Byzanzforschung VI/7). Wien 2011, ISBN 978-3-7001-6904-8
    - Faszikel 8: ταριχευτικῶς –  ὤχρωμα (Veröffentlichungen zur Byzanzforschung, VI/8). Wien 2017, ISBN 978-3-7001-7996-2

  - Gesamtverzeichnis der Abkürzungen. Wien 2017.

Durch eine Kooperation mit dem Thesaurus Linguae Graecae der University of California, Irvine (TLG) ist das Lexikon zur byzantinischen Gräzität nach kostenloser Registrierung auch online zugänglich.

## Rezensionen
- Nikolaj Serikoff: Lexikon zur byzantinischen Gräzität besonders des 9.–12. Jahrhunderts. In: Medical History. Band 41, Nummer 2, 1997, S. 243–245, PMC 1043921 (freier Volltext)
- Alexander Sideras, in: Indogermanische Forschungen Bd. 107 (2002) Ss. 281-286
- Günther Steffen Henrich, in: Byzantinische Zeitschrift Bd. 96, H. 1 (2003) Ss. 327–329. doi:10.1515/BYZS.2003.327
- Günther Steffen Henrich, in: Byzantinische Zeitschrift Bd. 100, H. 1 (2008) Ss. 226–228. doi:10.1515/BYZS.2007.226
- Michael Zellmann-Rohrer, in: Bryn Mawr Classical Review 2017.11.41

## Begleitpublikationen
- Elisabeth Schiffer: Das Lexikon zur byzantinischen Gräzität – Ein Langzeitprojekt der Wiener Byzantinistik, in: Andreas Külzer  (Hrsg.), Herbert Hunger und die Wiener Schule der Byzantinistik. Rückblick und Ausblick. Novi Sad 2019, ISBN 978-86-6263-243-2, S. 167–178.
- Erich Trapp, Sonja Schönauer (Hrsg.): Lexicologica byzantina. Beiträge zum Kolloquium zur byzantinischen Lexikographie (Bonn, 13.–15. Juli 2007) (= Super alta perennis : Studien zur Wirkung der Klassischen Antike. Band 4). University Press bei V&R unipress, Bonn 2008, ISBN 978-3-89971-484-5 (deutsch, französisch, griechisch).
- Wolfram Hörandner, Erich Trapp (Hgg.): Lexicographica Byzantina, Beiträge zum Symposion zur byzantinischen Lexikographie (Wien, 1.-4. März 1989) (Byzantina Vindobonensia, 20). Wien 1991, ISBN 978-3-7001-1853-4.
- Erich Trapp,  Johannes Diethart, Georgios Fatouros, Astrid Steiner, Wolfram Hörandner: Studien zur byzantinischen Lexikographie (Byzantina Vindobonensia 18). Wien 1988, ISBN 978-3-7001-1517-5.
- Liste der Begleitpublikationen (online)